# Rhachotropis hunteri
Rhachotropis hunteri is een vlokreeftensoort uit de familie van de Eusiridae. De wetenschappelijke naam van de soort is voor het eerst geldig gepubliceerd in 1938 door Nicholls.